# Escorxador Municipal (Lleida)
Escorxador Municipal és un edifici de Lleida protegit com a bé cultural d'interès local.

## Descripció
Gran conjunt singular, aïllat, conformat per diversos edificis de tipologia industrial, que defineixen un pati d'accés tancat i barrat. Façana composta amb modulació d'obertures verticals, tancades per portetes i emmarcades amb maó, motius ceràmics i arrebossats. Parets mestres d'obra i cobertes a la catalana a dos vessants.

## Història
L'edifici original modernista va patir diverses modificacions causades per les necessitats derivades del pas dels anys, fins que el 1984 va tancar definitivament. L'any 1993 es va redactar el projecte de restauració per transformar l'antic escorxador en un espai dedicat a les arts escèniques, a més de destinar part de les dependències a altres equipaments, com ara una escola bressol. L'autor d'aquest projecte va ser l'arquitecte Ezequiel Usón i Guardiola. El Teatre Municipal de l'Escorxador es va inaugurar el 26 de febrer de 1999.